# James Lansdowne Norton
James Lansdowne ("Pa") Norton (Birmingham, 1869 — aldaar, 21 april 1925) was een Brits constructeur, motorcoureur, ontwerper, producent, uitvinder en een van de Britse pioniers in de motorfietsindustrie. Hij was de oprichter van het merk Norton.

## Jeugd
James Lansdowne Norton toonde al op jonge leeftijd interesse in techniek. Toen hij tien jaar oud was maakte hij al een model van een stoommachine. Hij werd opgeleid tot gereedschapsmaker in de juwelen-industrie, maar had veel interesse in de ontwikkeling van de veiligheidsfiets die in zijn geboortestad Birmingham door Cycle Components Ltd. werd geproduceerd.

## Norton Mfg. Company
In 1898 begon hij aan Bradford Street in Birmingham zijn eigen bedrijf, Norton Mfg. Company, waar hij zelf fietsonderdelen en later ook complete fietsen ging produceren. In 1888 werd de productie onderbroken omdat hij een aanval van acuut reuma kreeg. Hij ondernam een bootreis naar New York, die hem goed deed, maar hij behield een zwakke gezondheid waardoor hij veel ouder leek dan hij was. Het bezorgde hem al jonge leeftijd de bijnaam "Pa". 
Hij ontmoette Charles Garrard, die voor het Franse bedrijf Clément werkte en de Clément-Garrard-motorfietsen produceerde. In 1902 bouwde Norton zijn eerste eigen motorfiets, de Energette met een 143cc-Clément-inbouwmotor. Later gebruikte hij ook inbouwmotoren van het Zwitserse Moto-Rêve en het Franse Peugeot. Rem Fowler won tijdens de TT van Man van 1907 de Twin Cylinder TT met een Norton-Peugeot. James Lansdowne Norton was op het eiland Man en zorgde persoonlijk voor Fowler's motorfiets en werkte in de pit. 
In 1909 presenteerde Norton tijdens de Stanley Show motorfietsen met motorblokken die in eigen beheer geproduceerd waren. Het eerste model was de Big Four, die tot 1954 in productie zou blijven. In 1911 verscheen de 3½ HP, een 500cc-zijklepper, die in 1912 de TT op Brooklands won en drie wereldrecords vestigde. Enkele jaren later verscheen het Model 9 TT, een sportmotor met het blok van de 3½ HP, maar met riemaandrijving in plaats van een ketting en versnellingsbak .

## Norton Motors Ltd.
Nadat het bedrijf in 1913 bijna failliet ging, vooral door de grote investeringen in racemotoren, grepen de grootste investeerders Shelley & Co., in. Bob Shelley werd mededirecteur en de naam veranderde in Norton Motors Ltd. Tijdens de Eerste Wereldoorlog kreeg Norton aanvankelijk geen regeringsopdrachten, maar via het War Department sleepte men een opdracht voor het Russische leger in de wacht. Dat kocht de Norton Big Four als zijspantrekker. Na de oorlog werden al snel nieuwe modellen uitgebracht, zoals het uiterst succesvolle Model 16, waarvan in de jaren twintig ook speciale, verstevigde uitvoeringen voor de koloniën verschenen. Het Model 18 werd ook een succes. Het was de eerste Norton met een kopklepmotor en Alec Bennett won er de Senior TT van 1924 mee.

## De reis naar Afrika
James Lansdowne Norton besloot om in de winter van 1921/1922 een reis te maken naar zijn broer Harry in Durban. Daaraan vastgekoppeld zou hij met zijn 633cc-Norton Big Four met zijspan een bijna 5.000 km lange reis langs de Afrikaanse hoofdsteden maken. Het was bijzonder regenachtig en hij moest snel stromende rivieren oversteken en grote omwegen maken omdat bruggen weggespoeld waren. De motorfiets hield zich goed: hoewel ze vaak uit de modder moest worden gegraven ging alleen een bevestigingsbout van het zijspan stuk. Na zijn ronde door Afrika arriveerde hij in Kaapstad waar hij de boot terug naar Engeland nam.

## Laatste jaren
In 1922 werd bij James Lansdowne Norton darmkanker geconstateerd. Hij bleef echter leiding geven aan het bedrijf, maar in 1924 moest hij zijn geliefde Isle of Man TT vanaf een stoel bekijken. Hij zag Alec Bennet de Senior TT en George Tucker de Sidecar TT winnen. In hetzelfde jaar patenteerde hij nog een kettingaangedreven bovenliggende nokkenas die hij "Desmodromique" noemde. 

## Privéleven
James Lansdowne Norton trad in oktober 1898 in het huwelijk met Sarah. Ze kregen vijf kinderen: Ethel, Grace, James Lansdowne jr., Harry Spencer en Raymond.

## Overlijden
James Lansdowne Norton overleed op 21 april 1925 te Birmingham. Hij werd begraven op het Lodge Hill Cemetry in Selly Oak (Birmingham). 

## Coureur
In de jaren 1909, 1910 en 1911 nam James Lansdowne Norton met zijn eigen machines deel aan de Isle of Man TT, maar met weinig succes: in die jaren haalde geen enkele keer de finish.

## Isle of Man TT resultaten
| Jaar | Klasse                   | Team   | Motorfiets      | Plaats |
| ---- | ------------------------ | ------ | --------------- | ------ |
| 1909 | 500 Single & 750 Twin TT | Norton | Norton Big Four | DNF    |
| 1910 | 500 Single & 750 Twin TT | Norton | Norton Big Four | DNF    |
| 1911 | Senior TT                | Norton | Norton 3½ HP    | DNF    |